# Option Paralysis
Option Paralysis – czwarty album studyjny amerykańskiej grupy muzycznej The Dillinger Escape Plan. Wydawnictwo ukazało się 23 marca 2010 roku nakładem wytwórni muzycznych Party Smasher i Season of Mist. Natomiast 16 marca 2010 roku album został udostępniony do odsłuchania w całości bezpłatnie w formie digital stream na oficjalnym profilu MySpace zespołu. W ramach promocji płyty został zrealizowany teledysk do utworu "Farewell, Mona Lisa". W przeciągu tygodnia od premiery płyta sprzedała się w nakładzie 7 100 egzemplarzy w Stanach Zjednoczonych gdzie zadebiutowała na 78. miejscu listy Billboard 200.
Wydawnictwo spotkało się z pozytywnym przyjęciem ze strony krytyków muzycznych. Dziennikarz portalu Onet.pl o Option Paralysis - Lesław Dutkowski napisał w następująco: "Na "Option Paralysis" dostajemy więcej prostszych struktur, czystego śpiewu Grega Puciato, chwilami przy użyciu niemal dziecięcego głosu. Spokojne oblicze DEP pokazuje najbardziej przekonująco w wolnym "Parasitic Twins" z bluesowym gitarowym solo Bena Weinmana, kojącym chórkiem, domieszką elektroniki i cymbałków. Puciato przez chwilę śpiewa jak wściekły Lenny Kravitz. Ale są na płycie dość częste wokalne ukłony dla hybrydy Reznor/Patton/Marilyn Manson (np. znakomity, ciężki "Room Full Of Eyes")".

## Lista utworów
Opracowano na podstawie materiału źródłowego.
| Nr  | Tytuł utworu               | Słowa        | Muzyka      | Długość |
| --- | -------------------------- | ------------ | ----------- | ------- |
| 1.  | „Farewell, Mona Lisa”      | Greg Puciato | Ben Weinman | 5:23    |
| 2.  | „Good Neighbor”            | Greg Puciato | Ben Weinman | 2:30    |
| 3.  | „Gold Teeth on a Bum”      | Greg Puciato | Ben Weinman | 5:22    |
| 4.  | „Crystal Morning”          | Greg Puciato | Ben Weinman | 2:02    |
| 5.  | „Endless Endings”          | Greg Puciato | Ben Weinman | 2:32    |
| 6.  | „Widower”                  | Greg Puciato | Ben Weinman | 6:23    |
| 7.  | „Room Full of Eyes”        | Greg Puciato | Ben Weinman | 4:15    |
| 8.  | „Chinese Whispers”         | Greg Puciato | Ben Weinman | 4:06    |
| 9.  | „I Wouldn't If You Didn't” | Greg Puciato | Ben Weinman | 4:14    |
| 10. | „Parasitic Twins”          | Jeff Tuttle  | Ben Weinman | 4:41    |
|     |                            |              |             | 41:28   |

| Utwory dodatkowe | Utwory dodatkowe                     | Utwory dodatkowe |
| Nr               | Tytuł utworu                         | Długość          |
| ---------------- | ------------------------------------ | ---------------- |
| 1.               | „Chuck McChip”                       | 2:24             |
| 2.               | „Farewell, Mona Lisa” (Demo Version) | 4:57             |
| 3.               | „Endless Endings” (Demo Version)     | 2:45             |
| 4.               | „Heat Deaf Melted Grill”             | 2:53             |
|                  |                                      | 12:59            |

## Twórcy
Opracowano na podstawie materiału źródłowego.
| Zespół The Dillinger Escape Plan w składzie - Greg Puciato – wokal prowadzący - Ben Weinman – gitara, fortepian, programowanie, produkcja muzyczna - Jeff Tuttle – wokal wspierający - Liam Wilson – gitara basowa - Billy Rymer – perkusja |  | Inni - Steve Evetts – produkcja muzyczna, inżynieria dźwięku, miksowanie - Mike Garson – gościnnie fortepian - Allan Hessler – asystent inżyniera dźwięku - Alan Douches – mastering - Dimitri Minakakis – oprawa graficzna |

## Wydania
| Rok  | Nr katalogowy | Format         | Wytwórnia muzyczna            | Region            |
| ---- | ------------- | -------------- | ----------------------------- | ----------------- |
| 2010 | SOM 200D      | CD, Album, Dig | Season of Mist                | Stany Zjednoczone |
| 2010 | SOM 200LP     | LP, Ltd, Bla   | Season of Mist                | Francja           |
| 2010 | SOM 200LP     | LP, Ltd, Cle   | Season of Mist, Party Smasher | Francja           |

## Listy sprzedaży
| Lista              | Kraj              | Pozycja |
| ------------------ | ----------------- | ------- |
| Billboard 200      | Stany Zjednoczone | 78      |
| Rock albums        | Stany Zjednoczone | 23      |
| Hard rock albums   | Stany Zjednoczone | 5       |
| Independent Albums | Stany Zjednoczone | 9       |
| ARIA               | Australia         | 42      |
| Top 60             | Finlandia         | 50      |